# Discografia di Lil Peep
Questa pagina contiene la discografia del rapper statunitense Lil Peep. In totale ha pubblicato due album in studio, una raccolta, cinque mixtape e dodici extended play.
Il suo primo album in studio Come Over When You're Sober, Pt. 1 è stato pubblicato nell'agosto 2017 e ha raggiunto la 38ª posizione della Billboard 200. L'album ha generato quattro singoli: Benz Truck (Гелик), The Brightside, Awful Things e Save That Shit. Nel gennaio 2018 è stato pubblicato il suo primo singolo postumo Spotlight, in collaborazione con Marshmello. Fu poi seguito nello stesso anno da 4 Gold Chains con Clams Casino e Falling Down con XXXTentacion. Dopo Falling Down è stata pubblicata la versione originale del brano intitolata Sunlight on Your Skin, in collaborazione con iLoveMakonnen. Sia Falling Down che Sunlight on Your Skin sono stati aggiunti come tracce bonus alla versione deluxe del secondo album in studio Come Over When You're Sober, Pt. 2.
Il primo progetto postumo di Peep, Come Over When You're Sober, Pt. 2, è stato annunciato nell'ottobre 2018 ed è stato pubblicato il 9 novembre 2018. Dal progetto sono stati estratti tre singoli: Cry Alone, Runaway e Life Is Beautiful.

## Album

### Album in studio
| Anno | Titolo | Posizione più alta | Posizione più alta | Posizione più alta | Posizione più alta | Posizione più alta | Posizione più alta | Posizione più alta | Posizione più alta | Posizione più alta | Posizione più alta | Certificazioni | Vendite      |
| Anno | Titolo | US                 | US R&B             | AUS                | AUT                | CAN                | DEN                | GER                | NZ                 | SWE                | UK                 | Certificazioni | Vendite      |
| ---- | --- | ------------------ | ------------------ | ------------------ | ------------------ | ------------------ | ------------------ | ------------------ | ------------------ | ------------------ | ------------------ | -------------- | ------------ |
| 2017 | Come Over When You're Sober, Pt. 1 - Pubblicato: 15 agosto 2017 - Etichetta: First Access/Warner Music Sweden   | 38                 | 16                 | —                  | 54                 | 34                 | 32                 | 82                 | 19                 | 11                 | 71                 |                | - US: 16,000 |
| 2018 | Come Over When You're Sober, Pt. 2 - Pubblicato: 9 novembre 2018 - Etichetta: Columbia/Sony Music Entertainment | 4                  | —                  | 15                 | 17                 | 4                  | 12                 | 26                 | 9                  | 3                  | 19                 | - POL: Oro     | - US: 81,000 |

### Raccolte
| Anno | Titolo                                                                      |
| ---- | --------------------------------------------------------------------------- |
| 2019 | Everybody's Everything - Pubblicato: 15 novembre 2019 - Etichetta: Columbia |

### Mixtape
| Anno | Titolo |
| ---- | --- |
| 2015 | Lil Peep; Part One - Pubblicato: 18 settembre 2015 - Etichetta: autoprodotto                                                    |
| 2015 | Mall Musicc (con Boy Froot) - Pubblicato: 1º novembre 2015 - Etichetta: autoprodotto                                            |
| 2015 | Live Forever - Pubblicato: 2 dicembre 2015 - Etichetta: autoprodotto                                                            |
| 2016 | Crybaby - Pubblicato: 10 giugno 2016 (ri-pubblicato il 10 giugno 2020) - Etichetta: autoprodotto (ri-pubblicato tramite AUTNMY) |
| 2016 | Hellboy - Pubblicato: 26 settembre 2016 - Etichetta: autoprodotto                                                               |

## Extended play
| Anno | Titolo |
| ---- | --- |
| 2015 | Feelz - Pubblicato: 16 maggio 2015 (ri-pubblicato il 20 maggio 2022) - Etichetta: autoprodotto (ri-pubblicato tramite AUTNMY)                   |
| 2015 | Garden (con Death Plus) - Pubblicato: 25 agosto 2015 (ri-masterizzato il 16 luglio 2018) - Etichetta: autoprodotto                              |
| 2015 | In the Bedroom, I Confess (con OmenXIII) - Pubblicato: 16 ottobre 2015 - Etichetta: autoprodotto                                                |
| 2015 | Romeo's Regrets (con Bexey) - Pubblicato: 14 novembre 2015 - Etichetta: autoprodotto                                                            |
| 2016 | California Girls (con Nedarb Nagrom) - Pubblicato: 16 gennaio 2016 - Etichetta: autoprodotto                                                    |
| 2016 | Vertigo (con John Mello) - Pubblicato: 18 gennaio 2016 (ri-pubblicato il 5 marzo 2020) - Etichetta: autoprodotto (ri-pubblicato tramite AUTNMY) |
| 2016 | Elemental (con Ghostemane e JGRXXN) - Pubblicato: 9 febbraio 2016 - Etichetta: autoprodotto                                                     |
| 2016 | Dead Broke (con ItsOkToCry) - Pubblicato: 3 marzo 2016 - Etichetta: autoprodotto                                                                |
| 2016 | Teen Romance (con Lederrick) - Pubblicato: 19 giugno 2016 - Etichetta: autoprodotto                                                             |
| 2016 | Castles (con Lil Tracy) - Pubblicato: 4 luglio 2016 - Etichetta: autoprodotto                                                                   |
| 2017 | Castles II (con Lil Tracy) - Pubblicato: 6 febbraio 2017 - Etichetta: autoprodotto                                                              |
| 2019 | Goth Angel Sinner - Pubblicato: 31 ottobre 2019 - Etichetta: Columbia                                                                           |